# Rocca Priora
Rocca Priora település Olaszországban, Lazio régióban, Róma megyében. Lakosainak száma 12 040 fő (2023. január 1.). Rocca Priora Lariano, Monte Compatri, Rocca di Papa, San Cesareo, Artena, Palestrina és Monte Porzio Catone községekkel határos.

## Népesség
A település lakossága az elmúlt években az alábbi módon változott:
| Lakosok száma | 12 013 | 12 060 | 12 040 |
|               | 2017   | 2018   | 2023   |